# Sulla strada sbagliata
Sulla strada sbagliata  (On the Wrong Trek, nell'originale inglese) è un cortometraggio del 1936 interpretato da Charley Chase.
Il corto è inedito in Italia.

## Trama
Charley, insieme alla moglie e la suocera, partono in auto per una vacanza in California, ma il viaggio, per dare conto alla suocera che vuole avere sempre ragione, si rivelerà più complicato del previsto. Durante il tragitto ne succedono di tutti i colori, vengono prima derubati dei vestiti da alcuni banditi che si fingono feriti, successivamente cercano della benzina da una coppia intenta a fare un picnic ma nello spingere in avanti l'auto della coppia, finisce in un dirupo, e infine vengono arrestati perché simulano un falso incidente. Quando Charley ritorna in ufficio, racconta le sue disavventure ai suoi colleghi, ma nel frattempo arriva il loro nuovo capo e per sua sfortuna l'uomo è proprio lo stesso a cui ha chiesto la benzina e distrutto l'auto...

## Il cameo di Stanlio e Ollio
Mentre Charlie e la sua famiglia sono in viaggio, sul bordo della strada ci sono alcuni uomini che fanno l'autostop, la suocera chiede: "Quei due hanno delle facce gentili, diamogli un passaggio!"; Charlie: "Gentili?, sembrano due ladri di cavalli"; in questi 13 secondi fanno la loro piccola apparizione Stanlio e Ollio nel ruolo appunto di due autostoppisti in cui ognuno dei due punta il pollice dalla direzione opposta all'altra.